# 薩爾加杜
11°01′55″S 37°28′30″W / 11.03194°S 37.47500°W
薩爾加杜（葡萄牙語：Salgado），是巴西的城鎮，位於該國東北部，由塞爾希培州負責管轄，始建於1927年，面積248平方公里，2010年人口19,362，人口密度每平方公里77.93人。